# Dolna Mitropolija
Dolna Mitropolija (bulgariska: Долна Митрополия) är en ort i Bulgarien.   Den ligger i kommunen Obsjtina Dolna Mitropolija och regionen Pleven, i den centrala delen av landet, 130 km nordost om huvudstaden Sofia. Dolna Mitropolija ligger 57 meter över havet och antalet invånare är 3 479.
Terrängen runt Dolna Mitropolija är huvudsakligen platt, men söderut är den kuperad. Dolna Mitropolija ligger nere i en dal. Runt Dolna Mitropolija är det ganska tätbefolkat, med 179 invånare per kvadratkilometer.. Närmaste större samhälle är Pleven, 8,7 km sydost om Dolna Mitropolija.
Trakten runt Dolna Mitropolija består till största delen av jordbruksmark.